# Hymenophyllum hemidimorphum
Hymenophyllum hemidimorphum là một loài thực vật có mạch trong họ Hymenophyllaceae. Loài này được R.C. Moran & B. Øllg. miêu tả khoa học đầu tiên năm 1995.